# Hořící pokoj
Hořící pokoj (v originále The Burning Room) je dvacátý sedmý román amerického spisovatele Michaela Connellyho a zároveň sedmnáctý román ze série knih s Hieronymem „Harrym“ Boschem v hlavní roli. Kniha byla vydána nakladatelstvím Little, Brown and Company 3. listopadu 2014.

## Děj knihy
Harry Bosch a jeho nová začínající parťačka Lucia Sotová dostanou za úkol prošetřit případ mariachi hudebníka Orlanda Merceda, který byl postřelen na přeplněném náměstí v Los Angeles, a následně ochrnul od pasu dolů. Střelec nebyl nikdy dopaden a Merced žil ještě dalších deset let než zemřel kvůli zdravotním komplikacím způsobených svými zraněními. Když je po jeho smrti konečně z jeho těla vyjmuta kulka, zjistí Bosch, že výstřel vyšel z lovecké pušky, a nejednalo se náhodný zásah při přestřelce gangů jak se původně předpokládalo, ale naopak šlo o cílený výstřel. Tyto nové důkazy zavedou Bosche až k jednomu z nejmocnějších podnikatelů ve městě a bývalému kontroverznímu starostovi, jež momentálně usiluje o post guvernéra.
V průběhu vyšetřování si Bosch všimne podivného chování své partnerky Sotové a začne ji podezírat z toho, že je napojená na místní gangy, kterým se tak asi podařilo proniknout do policejního oddělení Los Angeles. Brzy ale zjistí, že Sotová na vlastní pěst prošetřuje notoricky známý případ požáru bytového domu, během nějž zemřelo devět dětí. Tento případ zůstal neobjasněn a hlavní podezřelý zmizel beze stopy. Sotová se o něj velice zajímá, protože byla jedním z dětí, které tento požár přežily. Aby Bosch Sotovou ochránil vymyslí si umělé napojení na Mercedův případ a společně začnou pracovat paralelně na obou případech. Důkazy je zavedou k sérii vloupání v širším okolí Los Angeles, o kterých se FBI domnívá, že sloužily k financování jisté rasistické militantní skupiny, a nakonec narazí na důležitého svědka skrývajícího se v klášteřa na hranicích s Mexikem.
Celým příběhem se prolínají Boschovy obavy z blížícího se odchodu do důchodu a proto se snaží naučit Sotovou vše potřebné tak aby převzala jeho místo na oddělení nevyřešených případů. Nakonec je však přistižen při vloupání do kanceláří na oddělení vražd a loupeží, kde potřeboval zjistit informace týkající se případu Merced, a je postaven mimo službu a podroben vyšetřování. Protože mu do odchodu do výslužby zbývá méně než rok, opouští oddělení nevyřešných případů s vědomím, že už se sem možná nikdy nevrátí.

## České vydání
V češtině vyšel román v roce 2015 v nakladatelství Domino v překladu Jiřího Kobělky.